# Sotiris Kaiafas
Sotiris Kaiafas, que em grego é Σωτήρης Καϊάφας (Mia Milia, 17 de dezembro de 1949), é um ex-futebolista cipriota, considerado o maior nome deste esporte em seu país. É o único futebolista do Chipre a ter conseguido a Bota de Ouro de máximo artilheiro nacional (pela torneio local de 1975-76) de uma temporada europeia.
Jogou apenas em um clube, o Omonia Nicósia, pelo qual estreou aos 18 anos, em 1967. Em seus dezessete anos de carreira, só fez um hiato do Omonia durante o ano em que viveu na África do Sul, um ano após a invasão turca, em 1974, no norte do país, onde se situava sua casa.
Pelo Omonia, que antes de tê-lo só havia ganho duas vezes o campeonato cipriota, Kaiafas venceu doze vezes a competição. A aposentadoria do jogador, em 1984, coincidiu precisamente com o início do declínio do Omonia, embora o clube pudesse ser campeão três vezes com o filho do ídolo - Kostas Kaiafas, em 1993, 2001 e 2003.
Foi também oito vezes o maior artilheiro da Liga, detendo também o recorde de número de gols em uma única edição do campeonato: 44 gols. Em outra delas, na temporada 1975/76, quando havia retornado ao país, marcou 39 vezes, o que lhe fez receber a Chuteira de Ouro europeia como maior goleador do continente. Também está entre os jogadores que conseguiram quatro quatro gols em um só jogo na Liga dos Campeões da UEFA, na de 1979-80.
Entretanto, Kaiafas não foi capaz de ter a mesma habilidade goleadora na fraca Seleção de seu país, que priorizava a defesa (entre 1972 e 1980, marcou apenas 19 gols em 33 jogos). Ainda assim, é considerado o melhor jogador do país, tendo este reconhecimento nos Prêmios do Jubileu da UEFA. Curiosamente, na realidade ainda semiamadora do futebol cipriota de seu tempo, conciliava o esporte com emprego em alvenaria.